# Plexaura dubia
Plexaura dubia är en korallart som beskrevs av Rudolf Albert von Kölliker 1865. Plexaura dubia ingår i släktet Plexaura och familjen Plexauridae. Inga underarter finns listade i Catalogue of Life.